# Жуковский, Валентин Алексеевич
Валенти́н Алексе́евич Жуко́вский (24 апреля [6 мая] 1858, Воронеж — 4 [17] января 1918, Петроград) — русский востоковед-иранист, член-корреспондент Петербургской АН (1899). Профессор Петербургского университета (1889). Автор исследований в области персидского языка и литературы, фольклора, этнографии и истории Ирана.

## Биография
Родился в 1858 году в Воронеже. Отец и мать — Алексей Иванович и Наталья Ивановна — дали высшее образование двум старшим сыновьям, Валентину и Ивану (Иван окончил военно-медицинскую академию в Петербурге), сёстры Валентина, Мария и Александра и младший брат Василий получили среднее образование. Сестра Мария вышла замуж за В. В. Бартольда, а Александра — за Н. Я. Марра.
В. Жуковский учился в частной гимназии Креймана в Москве, затем продолжил обучение в Воронежской гимназии, закончив её в 1876 году. Поступив в университет, он учился у таких известных востоковедов, как В. Р. Розен, К. Г. Залеман, И. Н. Березин. Окончил факультет восточных языков Санкт-Петербургского университета (1880), где в 1883 получил степень магистра за работу: «Али Аухадэддин Энвери. Материалы для его биографии и характеристики» (СПб.). Для создания своей первой печатной работы Жуковский сопоставил материалы 22 рукописей, поскольку основной своей задачей считал исправление ошибок европейских биографов.
С 1883 по 1886 годы находился в научной командировке в Иране, где изучал диалекты персидского языка и персидскую литературу. С этого времени Жуковского начинает интересовать религиозная и духовная жизнь персидского народа и он начинает изучать суфизм. Именно благодаря Жуковскому для российских иранистов открылся этот пласт персидской культуры (суфиеведческое направление). Он не только изучает язык, но уделяет большое внимание значимым памятникам персидского суфизма в книгах::
- Жизнь и речь старца Абу-Саида Мейхенейского.
- Тайны единения с богом в подвигах старца Абу-Саида: Толкования на четверостишия Абу-Саида.
- К истории старца Абу-Саида Мейхенейского // Записки Восточного отделения императорского Русского археологического общества.

В 1888 получил степень доктора за «Материалы для изучения персидских наречий. Часть первая. Диалекты полосы города Кашана, Вонишун, Кохруд, Кашэ, Зэфре». В 1897 году 
Вместе с академиком К. Г. Залеманом пишет «Краткую грамматику новоперсидского языка», изданную на немецком как «Persische Grammatik mit Literatur-Chrestomatie und Glossar» в 1889, на русском языке — в 1890. Это была первая научная грамматика персидского языка, книга переиздавалась в 1947 году.
Был профессором на кафедре персидской словесности на Восточном факультете Санкт-Петербургского университета с 1889 года. В 1899 году становится членом-корреспондентом Петербургской академии наук. Заведовал Учебным отделением восточных языков Азиатского департамента МИД.
В 1890 году был командирован императорской археологической комиссией в Закаспийский край. Результатом этой командировки стала работа: «Древности Закаспийского края. Развалины старого Мерва» («Материалы по археологии России, издан. Имп. археологич. комиссией», № 16, СПб., 1894). Напечатал также ещё ряд статей в «Записках восточного отделения археологического общества», «Журнале Министерства народного просвещения», «Живой Старине» и газетах. 
Персидскому мистицизму (суфизму) посвящена его актовая речь: «Человек и познание персидских мистиков» (СПб., 1895). В ней он исследует ранее малоизученные источники этого направления: Псевдо-Манзил ас-Саирин, Кашф ал-Махджуб, Мирсад ал-Ибад.
Европейскую славу Жуковскому принесла работа «Омар Хайям и „странствующие“ четверостишия» (1897), где впервые была рассмотрена проблема подлинности четверостиший, приписываемых Омару Хайяму. Британо-иранский историк Фархад Дафтари называет Валентина Жуковского «выдающимся русским авторитетом».
Умер в Петрограде 4 (17) января 1918 года. Похоронен на Новодевичьем кладбище в Петрограде.

## Семья
Жена (с 1881) — Варвара Ивановна Карлошева. Окончила Надеждинские курсы. Успешно выучив персидский разговорный язык, стала незаменимой помощницей мужа в собирании материалов по фольклору и лингвистике. Их сын Сергей (1883—1966) был историком и дипломатом.

## Сочинения
- Али-Аухадэддин Энвери. Материалы для его биографии и характеристики, СПб, 1883.
- Древности Закаспийского края. Развалины старого Мерва // Материалы по археологии России, изданные Императорской археологической комиссией. № 16. СПб., 1894. — 216 с.
- «Материалы для изучения персидских наречий»,СПб., 1888—1922 г., Эггерс и Комп.
- Жизнь и речи старца Абу Саида Мейхенейского. Персидский текст, СПб, 1889.
- Краткая грамматика новоперсидского языка. СПб., 1890 (в соавторстве с К. Г. Залеманом).
- Человек и познание персидских мистиков. СПб., 1895.
- Песни Хератского старца. — В кн.: Восточные заметки. СПб., 1895
- Омар Хайям и «странствующие» четверостишия. «Музаффарийа». Сборник статей учеников профессора барона Виктора. Романовича Розена. Спб., 1897. С. 325—363.
- Кое-что о Баба-Тахире Голыше // Записки Восточного отделения императорского Русского археологического общества. 1901. Т. XIII.
- Образцы персидского народного творчества. СПб., 1902.